# Ivica Jurković
Ivica Jurković, slovenski košarkar bosanskohercegovskega rodu, * 26. marec 1973, Tuzla.
Svojo pot športnika je začel pri KK Borac Čapljina v Bosni in Hercegovini, kjer je nastopal tudi za KK Iskra Stolac in Lokomotivo iz Mostarja. V sezoni 1995/1996 se je preselil v Slovenijo, kjer je najprej zaigral za Rogaško Donat MG, naslednjo sezono pa se je prvič preselil k Olimpiji, kjer je ostal tri sezone. Sledila so štiri leta v Turčiji, kjer je nastopal v dresu Turk Telekoma, sezono 2003/2004 pa je odigral v Grčiji za PAOK iz Soluna. V Grčiji je ostal tudi v sezoni 2004/2005, ko je nastopal za veliki Olympiacos iz Pireja, nasljednje leto pa se je podal še v Rusijo k Lokomotivi iz Rostova, ki pa jo je zapustil še pred koncem tekmovalnega dela in se vrnil k Unionu Olimpiji, kjer je igral do konca sezone 2006/07. Sezono 2007/08 je začel v Iranu pri klubu Kaveh, po polovici sezone pa je ponovno prestopil k Turk Telekomu. 

## Reprezentanca
Jurković je bil tudi dolgoletni slovenski reprezentant. Zanjo je igral na štirih Evropskih prvenstvih, in sicer na EP 1997, EP 1999, EP 2001 in EP 2003.